# Cornelis Kruseman

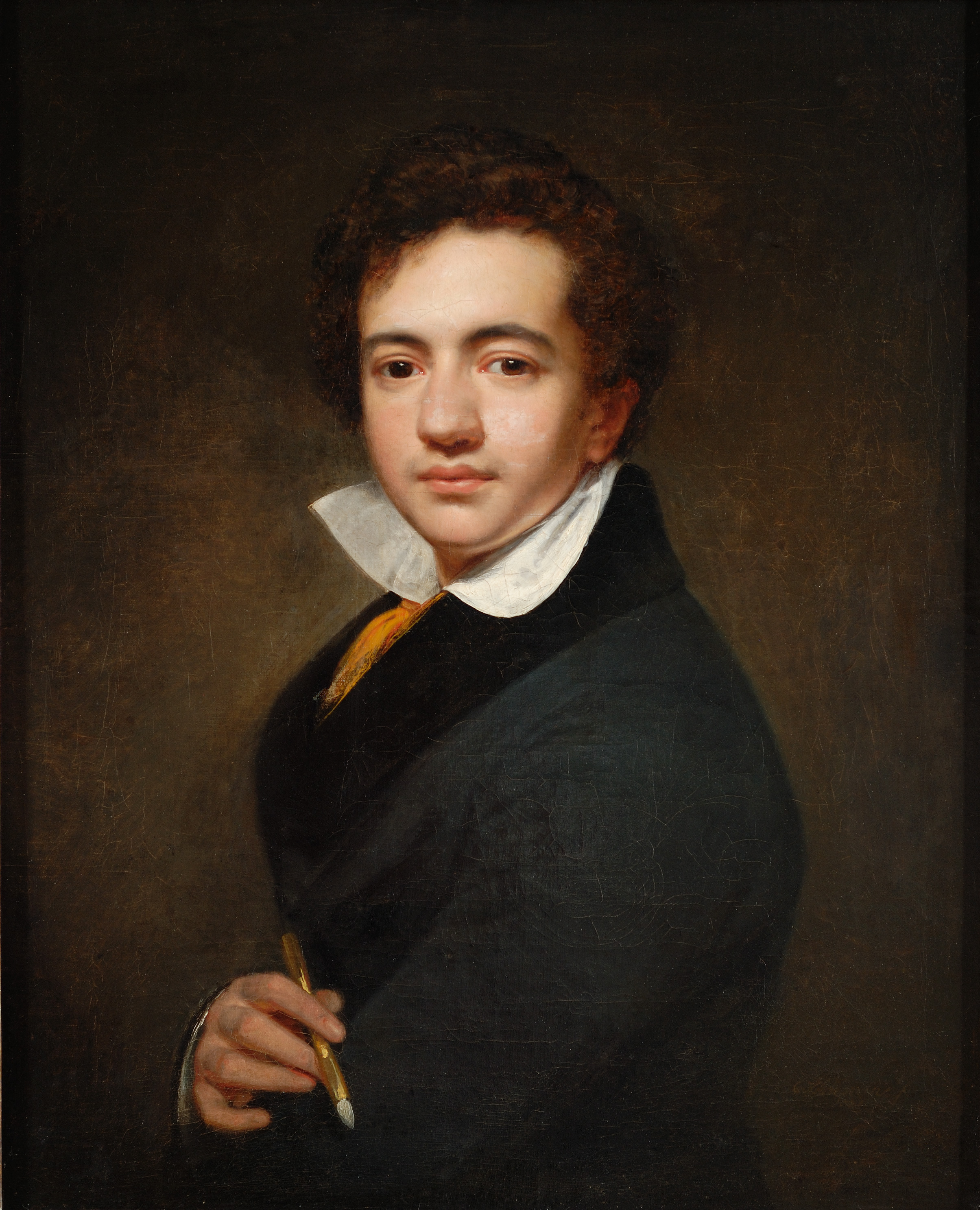
Autorretrato (1831), por Kruseman.

Cornelis Kruseman (Ámsterdam, 25 de septiembre de 1797-Lisse, 14 de noviembre de 1857) fue un pintor neerlandés.
Hijo de Alexander Hendrik Kruseman (1765-1829) y Cornelia Bötger, nació en Ámsterdam, el 25 de septiembre de 1797. Siguió viviendo en esa ciudad hasta que viajó a Suiza e Italia en 1821. Con el tiempo acabó en París. En 1825, después de su regreso a los Países Bajos, se estableció en La Haya. El 3 de octubre de 1832 se casó con Henriette Angelique Meijer. En 1841 partió de nuevo a Italia; donde se quedaría durante seis años. Fue allí donde recibió el apodo de «Kruseman italiano». De 1847 a 1854 vivió en La Haya, y después en la ciudad de Lisse hasta su muerte a los 60 años.
Desde la edad de catorce años, asistió al Amsterdamse Tekenacademie y recibió clases de Charles Howard Hodges (1764-1837), Petrus Antonius Ravelli (1788-1861) y Jean Augustin Daiwaille (1786-1850). Su obra consiste en retratos, temas bíblicos y escenas italianas. En 1826 publicó un libro de sus viajes por Italia y titulado Aanteekingen van C. Kruseman, betrekkelijk deszelfs kunstreis en verblijf in Italië (Notas de C. Kruseman relacionadas a los mismos viajes de arte y estancia en Italia, en holandés).
Ha sido honrado por su trabajo en varias maneras. En 1831 fue nombrado Caballero de la Orde van de Nederlandse Leeuw (Orden del León holandés), y en 1847 como Comandante de la Ordre de la Couronne de Chêne (Orden de la Corona de Roble), una condecoración luxemburguesa instalada en 1841 por el rey Guillermo II, Gran Duque de Luxemburgo. En 1917 fue designada una calle con su nombre, la Cornelis Krusemanstraat, en Ámsterdam; también en 1954 en Eindhoven, y en 1956 en Leeuwarden. El Krusemanstraat en Ede también fue nombrada después como Cornelis Kruseman, en 1981. Algunos de sus estudiantes entre ellos su primo segundo Jan Adam Kruseman y Herman Frederik Carel ten Kate (1822-1891).
En 1996, J. M. C. Ising (19 de julio de 1899-6 de octubre de 1996), una descendiente de Johannes Diederik Kruseman (16 de marzo de 1794-13 de enero de 1861), hermano de Cornelis Kruseman, estableció la fundación Cornelis Kruseman - J.M.C. Ising Stichting (la Fundación Cornelis Kruseman, para abreviar). El objetivo de dicha fundación es ganar más reconocimiento a la labor de Cornelis Kruseman y sus trabajos pictóricos relacionados.

## Galería

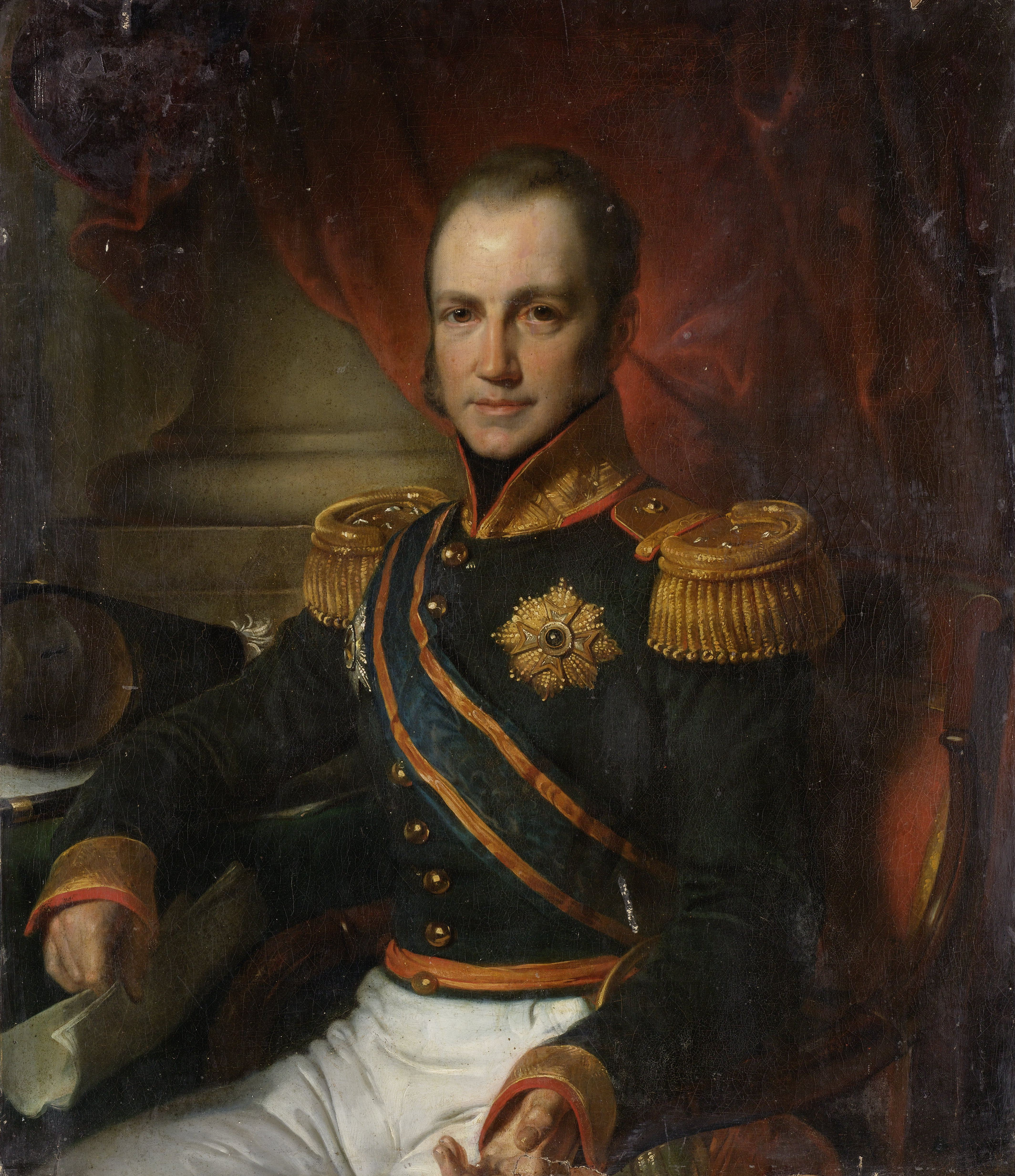
Retrato de Godert Alexander Gerard Philip, barón van der Capellen (1778-1848), c. 1816 o más.
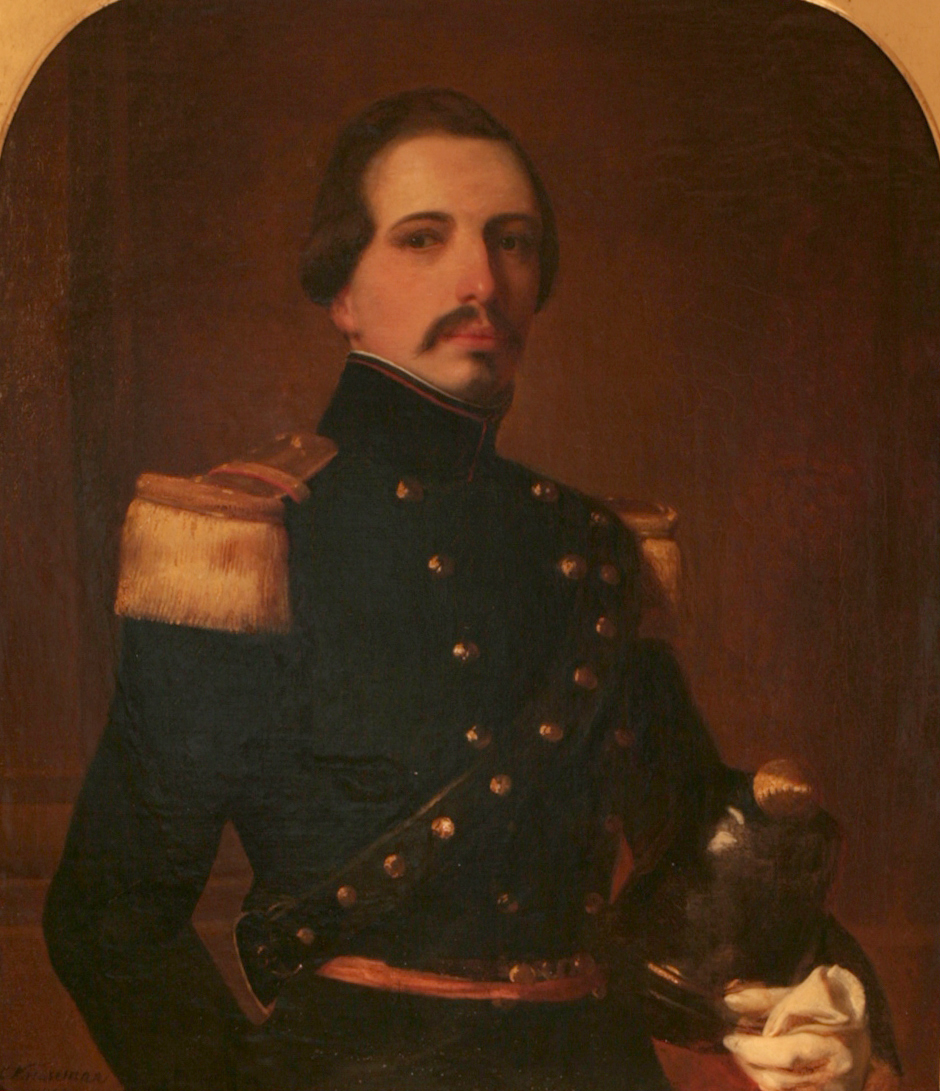
Retrato de Constant Gautier Cathérine François Ising.
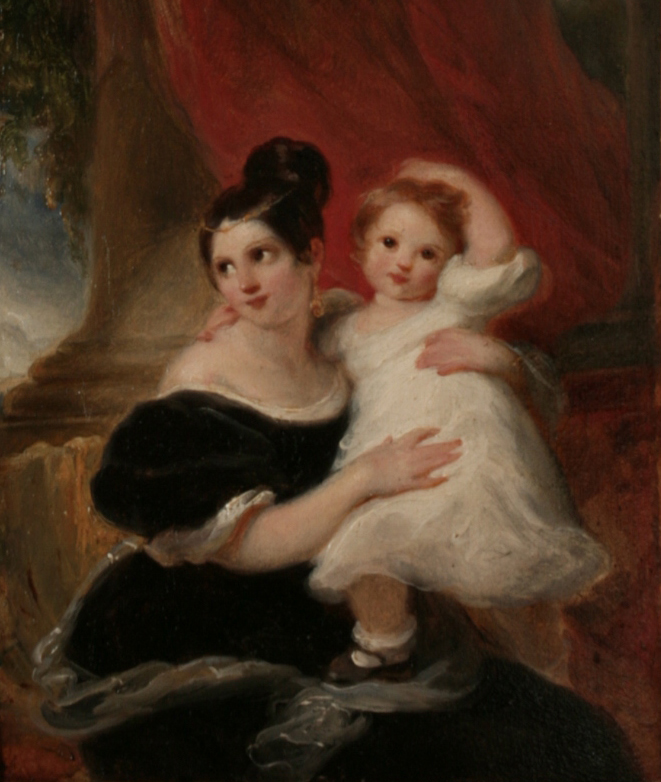
Moeder en kind (Madre y niño).
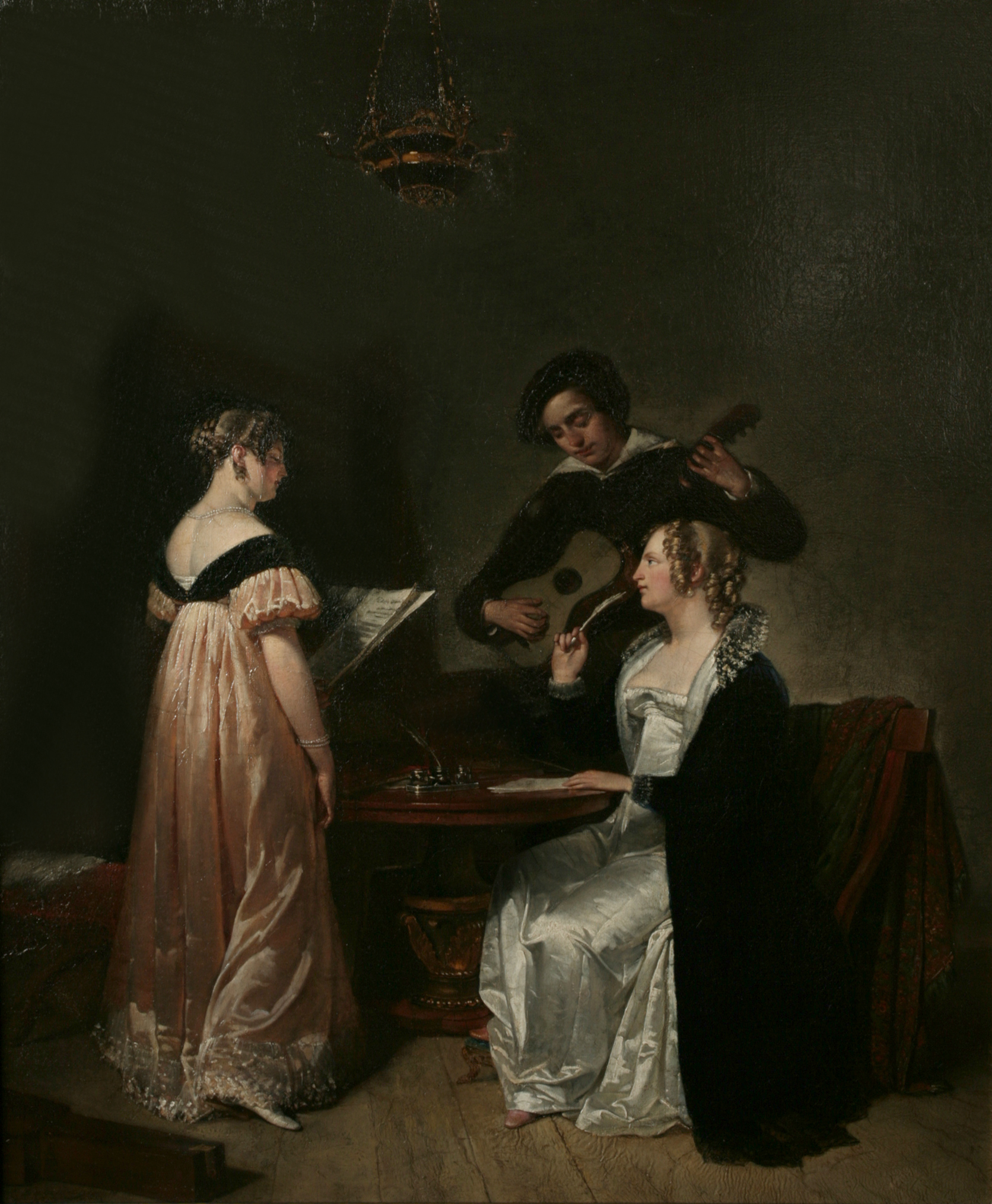
Interieur met Sofie en Henriëtte Lotzen en de schilder Kruseman, spelend op een gitaar (Interior con Sofie y Heriëtte Lootzen y el pintor Kruseman tocando la guitarra), 1814.
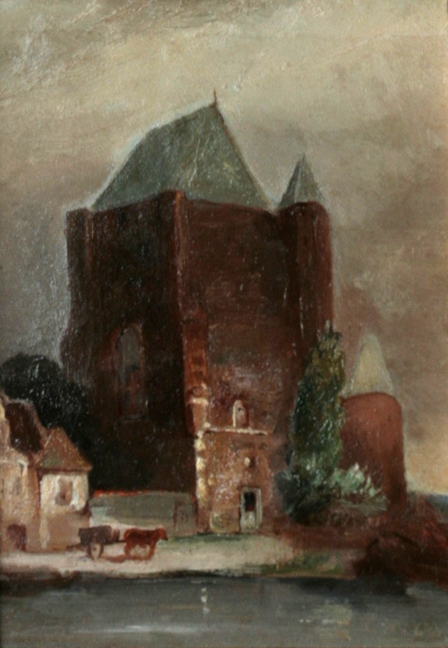
Toren bij het water (Torre junto al agua).
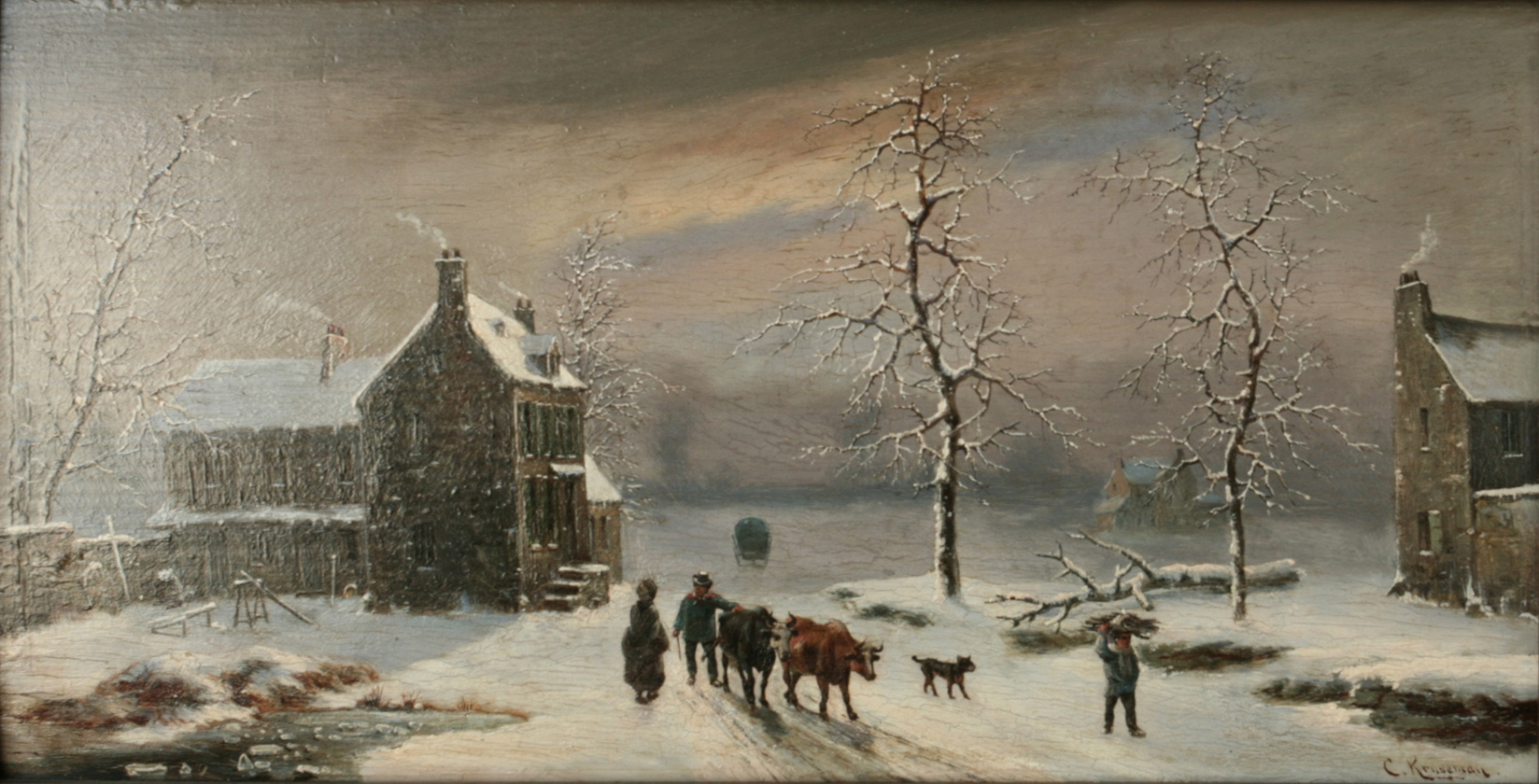
Winterlandschap met figuren en koeien (Paisaje invernal con figuras y vacas).
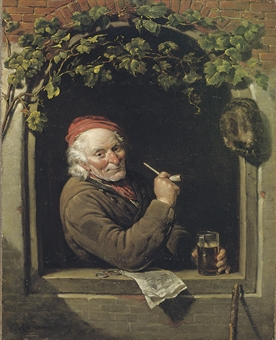
Man met een pijp (Hombre con una pipa), 1817.
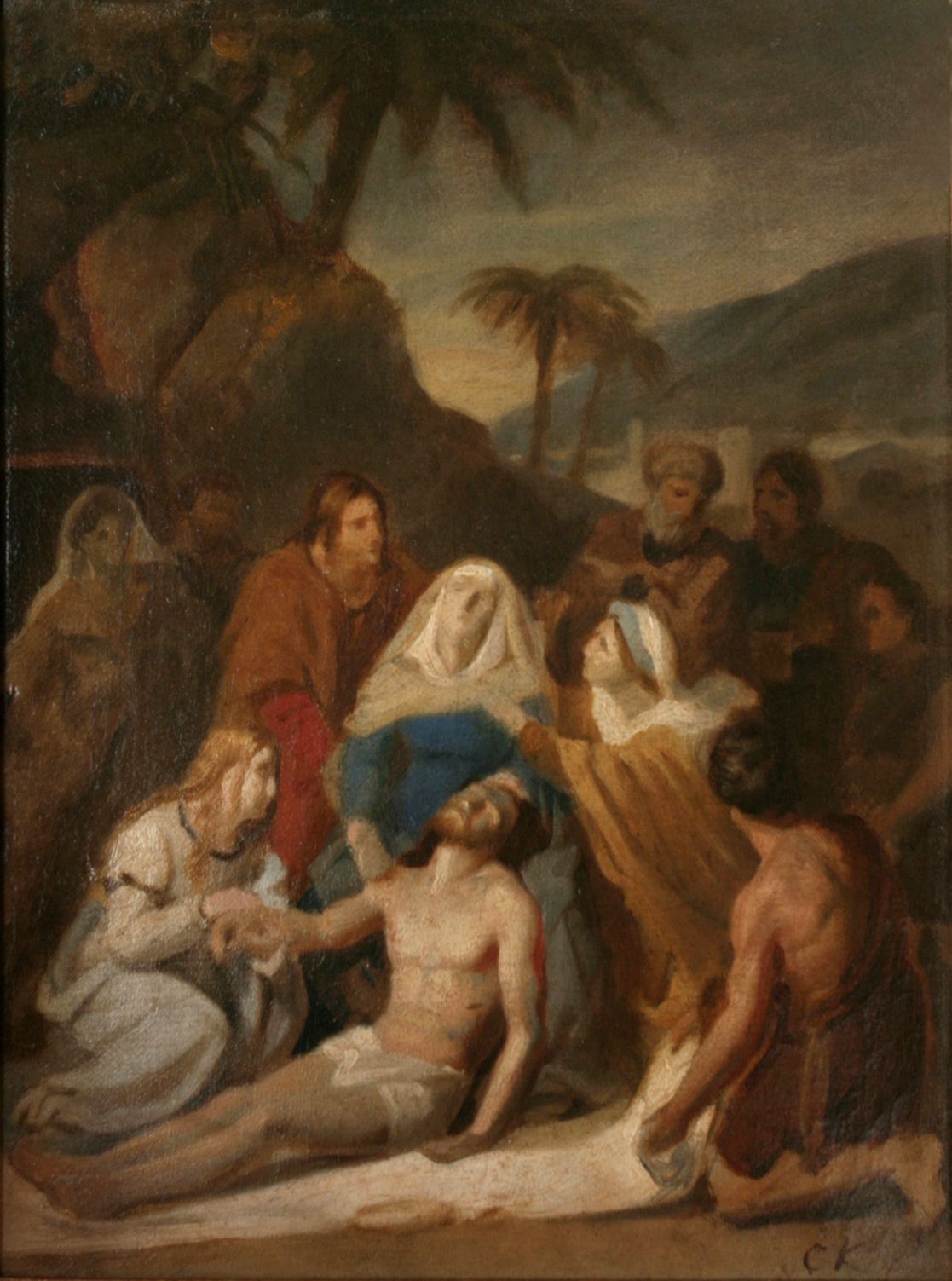
Lamentación de Cristo, c. 1830.